# Velt
Velt (dansk) eller Welt (tysk) er en landsby og kommune i det nordlige Tyskland under Kreis Nordfriesland i delstaten Slesvig-Holsten. Byen er beliggende ti kilometer vest for købstaden Tønning på halvøen Ejdersted. Byens nordfrisiske navn er  Wäilt. Området var allerede beboet i 800-tallet.
Kommunen samarbejder på administrativt plan med andre kommuner i Ejdersted kommunefællesskab (Amt Eiderstedt).